# 天主教瓦朗斯教區
天主教瓦朗斯教區（拉丁語：Dioecesis Valentinensis）是法國一個羅馬天主教教區，屬里昂總教區。
教區成立於4世紀，1911年6月12日加銜迪镇和圣保罗三堡城。
教區位於德龍省，2010年有教友283,081人（佔轄區總人口58.2%）、廿二個堂區、185名司鐸。現任教區主教為伯多祿-伊夫·彌額爾。